# Rue de Casablanca
La rue de Casablanca est une rue du 15e arrondissement de Paris.

## Situation et accès
La rue de Casablanca qui débute côté pair sur la rue Lecourbe, juste à côté de la rue Duranton, est, contrairement à son nom, une courte impasse.

## Origine du nom
Elle porte le nom  de Casablanca, capitale économique et commerciale du Maroc, plus grande ville du Maghreb, par sa population. 

## Historique
Cette voie est ouverte et prend sa dénomination actuelle en 1913.